# 安藤茂
安藤 茂（あんどう しげる、1952年<昭和27年> - ）は、日本の官僚 (技術公務員)。厚生労働省水道課長を経て水道技術研究センター理事長。瑞宝小綬章受章者。

## 人物・経歴
香川県出身。1975年 東京大学工学部卒業。沖縄開発庁振興局振興4課専門官、2004年 (平成16年) 7月 谷津龍太郎の後任として厚生労働省健康局水道課長。前月に策定された「水道ビジョン」施策を推進。水道技術研修センター常務理事。香川県水道広域化専門委員長などを務める。同専務理事。前任の大垣眞一郎退任に伴い、2019年 (令和元年) 8月より同理事長。
2022年4月 令和4年春の叙勲で瑞宝小綬章を受章。